# اون باید من باشم
اون باید من باشم (به انگلیسی: That Should Be Me) نام آخرین ترانه از آلبوم «دنیای من ۲.۰» اثر خوانندهٔ نوجوان کانادایی، جاستین بیبر، است. این ترانه در جدول ۱۰۰ اثر برتر بیلبورد رتبهٔ ۹۲ را بدست آورد.